# Johanna von Dammartin

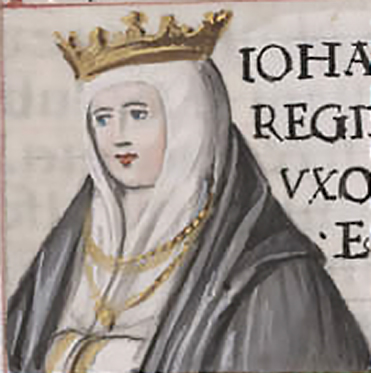
Johanna von Dammartin

Johanna von Dammartin (französisch: Jeanne de Dammartin; * um 1220; † 16. März 1279 in Abbeville) war Gräfin von Ponthieu und Aumale, sowie durch ihre Ehe mit Ferdinand III. Königin von Kastilien und León.

## Familie
Johanna wurde um 1220 geboren. Sie war die älteste Tochter von Simon von Dammartin, Graf von Ponthieu, und dessen Ehefrau Marie de Ponthieu, Gräfin von Montreuil. Über ihre Mutter war sie eine Urenkelin König Ludwigs VII. von Frankreich sowie Ururenkelin von König Alfons VII. von Galizien, Kastilien und León.
Johanna hatte drei jüngere Schwestern: Mathilde, Philippa und Marie.

## Leben

### Heiratsverhandlungen mit Heinrich III.
Nach geheimen Verhandlungen im Jahr 1234 wurde vereinbart, dass Johanna den englischen König Heinrich III. heiraten sollte. Diese Heirat wäre jedoch für die Franzosen politisch inakzeptabel gewesen, da Johanna nicht nur die Grafschaft ihrer Mutter, Ponthieu, sondern auch die Grafschaft Aumale erben sollte, die der Familie ihres Vaters gehörte. Ponthieu grenzte an das Herzogtum Normandie, und Aumale lag in der Normandie selbst. Der französische König Philipp II. August hatte die Normandie erst 1205 von König Johann von England erobert, und Philipps Erben konnten nicht riskieren, dass die englische Monarchie Ländereien in diesem Gebiet zurückerhielt, da dies den Plantagenets ermöglichen würde, die Kontrolle über die Normandie wiederzuerlangen.
Johannas Vater Simon war in eine Verschwörung nordfranzösischer Adliger gegen Philipp II. August verwickelt gewesen. Um von Philipps Sohn, König Ludwig VIII., begnadigt zu werden, musste Simon, der nur Töchter hatte, versprechen, keine seiner beiden ältesten Töchter ohne die Zustimmung des französischen Königs zu verheiraten. Im Jahr 1235 berief sich Königin Blanka im Namen ihres minderjährigen Sohnes, König Ludwig IX., auf dieses Versprechen und drohte Simon mit dem Entzug aller seiner Ländereien, falls Johanna Heinrich III. heiraten sollte. Blanka bat auch den Papst, die Heirat wegen Blutsverwandtschaft zu verbieten. Der Papst stimmte dem zu und verweigerte den Dispens, um die sich Heinrich bemüht und für die er bezahlt hatte. Heinrich gab daraufhin das Projekt seiner Heirat mit Johanna auf und heiratete im Januar 1236 stattdessen die Schwägerin von Ludwig IX., Eleonore von der Provence.

Wappen Johannas als Königin von Kastilien

### Königin von Kastilien
Im November 1235 verlor Blankas Neffe, König Ferdinand III. von Kastilien, seine Frau Beatrix von Schwaben, und Blankas Schwester Berenguela von Kastilien, Ferdinands Mutter, war besorgt, dass ihr verwitweter Sohn sich auf Liebschaften einlassen könnte, die seiner Würde als König nicht angemessen waren. Berenguela war entschlossen, für Ferdinand eine andere Frau zu finden, und ihre Schwester Blanka schlug Johanna von Dammartin vor, deren Heirat mit dem König von Kastilien verhindern sollte, dass ihr Erbe in feindliche Hände fiel. Im Oktober 1237, im Alter von etwa siebzehn Jahren, wurde Johanna mit Ferdinand in Burgos verheiratet. Da Ferdinand bereits sieben Söhne aus seiner ersten Ehe mit Beatrix von Schwaben hatte, war es wenig wahrscheinlich, dass Ponthieu von Kastilien absorbiert werden würde. Der Ehe Johannas mit Ferdinand sollten fünf Kinder entstammen.
Als Ferdinand 1248 Sevilla belagerte, begleitete Johanna ihn nach Andalusien und lebte mit ihm in einem Heerlager.
Mit dem Tod ihrer Mutter im Jahr 1251 folgte ihr Johanna aus eigenem Recht als Gräfin von Ponthieu und Montreuil nach. Ihr Vater war bereits 1239 gestorben.
Nach dem Tod Ferdinands III. im Jahr 1252 hatte Johanna kein gutes Verhältnis zu seinem Erben, ihrem Stiefsohn Alfons X. von Kastilien, mit dem sie sich um die Ländereien und Einkünfte stritt, die sie als Königinwitwe von Kastilien hätte erhalten sollen. Irgendwann im Jahr 1253 wurde sie zur Verbündeten und Unterstützerin eines anderen ihrer Stiefsöhne, Heinrich von Kastilien, der ebenfalls der Meinung war, dass Alfonso ihm nicht den ganzen Reichtum zugestanden hatte, den ihr Vater ihm zugedacht hatte. Johanna nahm unvorsichtigerweise an geheimen Treffen mit Heinrich und seinen Anhängern teil, und es wurde gemunkelt, dass sie und Heinrich ein Liebespaar waren. Dies belastete ihre Beziehungen zu Alfonso weiter, und 1254, kurz bevor ihre Tochter Eleonore Eduard von England heiraten sollte, verließ Johanna mit ihrem ältesten Sohn Ferdinand Kastilien und kehrte in ihre Heimat Ponthieu zurück.

### Herrschaft in Ponthieu und Aumale
Irgendwann zwischen Mai 1260 und dem 9. Februar 1261 heiratete Johanna in zweiter Ehe Jean de Nesle, Seigneur de Falvy et de La Hérelle († 2. Februar 1292). Im Jahr 1263 wurde Johanna nach dem Tod eines kinderlosen Cousins der Dammartins als Gräfin von Aumale anerkannt. Ihr Sohn Ferdinand starb bereits um 1265 und hinterließ einen jungen Sohn, der später als Johann I. Johanna als Graf von Aumale nachfolgte.
Der Tod ihres Sohnes Ferdinand im Jahr 1265 machte ihren nächsten Sohn, Luis, zu ihrem Erben in Ponthieu, der jedoch ebenfalls früh starb und zwei Kinder hinterließ. Nach den Erbschaftsgewohnheiten in der Picardie, wo Ponthieu lag, konnte ihr junger Enkel Johann von Aumale jedoch nicht ihr Erbe werden, ihr Erbe in Ponthieu wurde automatisch ihre erwachsene Tochter Eleonore, die mit Eduard I. von England verheiratet war. Offenbar war Johanna nicht unzufrieden mit der Aussicht, dass Ponthieu unter englische Herrschaft fallen würde; von 1274 bis 1278 lebte ihre Enkelin Johanna von Akkon (die Tochter Eduards I. und Eleonores) bei ihr in Ponthieu, und sie scheint das Mädchen so nachsichtig behandelt zu haben, dass ihre Eltern sie nach ihrer Rückkehr nach England als völlig verwöhnt empfanden.
Dieselbe nachsichtige Natur scheint Johanna nachlässig gegenüber ihren Pflichten als Gräfin gemacht zu haben. Als sie im März 1279 in Abbeville starb, sahen sich ihre Tochter und ihr Schwiegersohn mit Johannas enormen Schulden konfrontiert. Um zu verhindern, dass sich der französische König in die Angelegenheiten der Grafschaft einmischte, mussten sie die Schulden schnell begleichen, indem sie Darlehen von Bürgern in Ponthieu und von reichen Abteien in Frankreich aufnahmen.
Außerdem mussten sie einen langwierigen Rechtsstreit mit Eleonores Enkel, Johann von Aumale, führen, dem Johanna einen großen Teil der Ländereien in Ponthieu sowie wichtige Rechte im Zusammenhang mit diesen Ländereien vermacht hatte. Der Streit wurde beigelegt, indem Johann nach den in der Normandie geltenden Erbschaftsgewohnheiten als Johannas Nachfolger in Aumale anerkannt wurde, während Eduard und Eleonore Ponthieu behielten und Johann auf alle seine Ansprüche dort verzichtete. Durch die Nutzung des englischen Reichtums stellten Eduard und Eleonore die Stabilität der Verwaltung und der Finanzen von Ponthieu wieder her und vergrößerten den Grundbesitz durch den Erwerb großer Ländereien erheblich.

## Vorfahren
|  |                                                            |  |  |  |  |  |  |  |  |  |  |  |  |  |  |  |
|  | Alberic II. von Dammartin, † 1183                          |  |  |  |  |  |  |  |  |  |  |  |  |  |  |  |
|  |                                                            |  |  |  |  |  |  |  |  |  |  |  |  |  |  |  |
|  |                                                            |  |  |  |  |  |  |  |  |  |  |  |  |  |  |  |
|  | Alberic III. von Dammartin, † 1200                         |  |  |  |  |  |  |  |  |  |  |  |  |  |  |  |
|  |                                                            |  |  |  |  |  |  |  |  |  |  |  |  |  |  |  |
|  |                                                            |  |  |  |  |  |  |  |  |  |  |  |  |  |  |  |
|  | ?                                                          |  |  |  |  |  |  |  |  |  |  |  |  |  |  |  |
|  |                                                            |  |  |  |  |  |  |  |  |  |  |  |  |  |  |  |
|  |                                                            |  |  |  |  |  |  |  |  |  |  |  |  |  |  |  |
|  | Simon von Dammartin, † 1239                                |  |  |  |  |  |  |  |  |  |  |  |  |  |  |  |
|  |                                                            |  |  |  |  |  |  |  |  |  |  |  |  |  |  |  |
|  |                                                            |  |  |  |  |  |  |  |  |  |  |  |  |  |  |  |
|  | Rainald II. von Clermont, † vor 1162                       |  |  |  |  |  |  |  |  |  |  |  |  |  |  |  |
|  |                                                            |  |  |  |  |  |  |  |  |  |  |  |  |  |  |  |
|  |                                                            |  |  |  |  |  |  |  |  |  |  |  |  |  |  |  |
|  | Mathilde von Clermont, † 1200                              |  |  |  |  |  |  |  |  |  |  |  |  |  |  |  |
|  |                                                            |  |  |  |  |  |  |  |  |  |  |  |  |  |  |  |
|  |                                                            |  |  |  |  |  |  |  |  |  |  |  |  |  |  |  |
|  | Clémence de Bar, † nach 1182                               |  |  |  |  |  |  |  |  |  |  |  |  |  |  |  |
|  |                                                            |  |  |  |  |  |  |  |  |  |  |  |  |  |  |  |
|  |                                                            |  |  |  |  |  |  |  |  |  |  |  |  |  |  |  |
|  | Johanna von Dammartin                                      |  |  |  |  |  |  |  |  |  |  |  |  |  |  |  |
|  |                                                            |  |  |  |  |  |  |  |  |  |  |  |  |  |  |  |
|  |                                                            |  |  |  |  |  |  |  |  |  |  |  |  |  |  |  |
|  | Johann I. Graf von Ponthieu, † Akkon 1191                  |  |  |  |  |  |  |  |  |  |  |  |  |  |  |  |
|  |                                                            |  |  |  |  |  |  |  |  |  |  |  |  |  |  |  |
|  |                                                            |  |  |  |  |  |  |  |  |  |  |  |  |  |  |  |
|  | Wilhelm IV. Talvas Graf von Ponthieu, † 1221               |  |  |  |  |  |  |  |  |  |  |  |  |  |  |  |
|  |                                                            |  |  |  |  |  |  |  |  |  |  |  |  |  |  |  |
|  |                                                            |  |  |  |  |  |  |  |  |  |  |  |  |  |  |  |
|  | Beatrix von Saint-Pol                                      |  |  |  |  |  |  |  |  |  |  |  |  |  |  |  |
|  |                                                            |  |  |  |  |  |  |  |  |  |  |  |  |  |  |  |
|  |                                                            |  |  |  |  |  |  |  |  |  |  |  |  |  |  |  |
|  | Marie Gräfin von Ponthieu, † 1250                          |  |  |  |  |  |  |  |  |  |  |  |  |  |  |  |
|  |                                                            |  |  |  |  |  |  |  |  |  |  |  |  |  |  |  |
|  |                                                            |  |  |  |  |  |  |  |  |  |  |  |  |  |  |  |
|  | Ludwig VII. „der Junge“ König von Frankreich (1137–1180)   |  |  |  |  |  |  |  |  |  |  |  |  |  |  |  |
|  |                                                            |  |  |  |  |  |  |  |  |  |  |  |  |  |  |  |
|  |                                                            |  |  |  |  |  |  |  |  |  |  |  |  |  |  |  |
|  | Alix von Frankreich, Gräfin von Vexin, † nach 1218         |  |  |  |  |  |  |  |  |  |  |  |  |  |  |  |
|  |                                                            |  |  |  |  |  |  |  |  |  |  |  |  |  |  |  |
|  |                                                            |  |  |  |  |  |  |  |  |  |  |  |  |  |  |  |
|  | Konstanze von Kastilien Königin von Frankreich (1154–1160) |  |  |  |  |  |  |  |  |  |  |  |  |  |  |  |
|  |                                                            |  |  |  |  |  |  |  |  |  |  |  |  |  |  |  |
|  |                                                            |  |  |  |  |  |  |  |  |  |  |  |  |  |  |  |

## Nachkommen
Aus ihrer ersten Ehe mit Ferdinand III. von Kastilien und León entstammten fünf Kinder:
- Ferdinand (1239–1269), Graf von Aumale ⚭ Laure de Montfort
- Eleonore von Kastilien (1241–1290) ⚭ Eduard I., König von England
- Luis (1243–1269) ⚭ Juana Gómez de Manzanedo
- Simon (1244)
- Juan (1245)